# Praon brevistigma
Praon brevistigma är en stekelart som beskrevs av Van Achterberg 2006. Praon brevistigma ingår i släktet Praon och familjen bracksteklar. Inga underarter finns listade i Catalogue of Life.